# 항아,리
《항아, 籬(리)》는 옥새롬이 서울문화사의 순정만화잡지 밍크에서 2007년 8월호(프롤로그 포함)부터 연재하고 2010년 11월에 완결이 난 만화 작품이다.

## 등장인물
항아(姮娥)
17세.상냥하고 다정한 성격을 가진 소녀로 나비의 주인. 비령의 부탁으로 불온한 미래를 피하기 위해 집을 떠나, 사방신의 봉인을 풀기 위해 동분서주하고 있다. 꿈 속에서 미래를 그리는 능력을 지녔고, 그 힘으로 연장마을에서 대접을 받고 지냈다. 어릴 적 부모님을 잃은 탓에, 벽가에서 항아를 보살펴주었다.5년전 소꿉친구인 벽소단과 함께 의문의 사건에 휘말려들었는데, 그 사건뒤 벽소단과 어색한 관계가 되었으며 항아와 소단의 몸속에는 황룡의 힘이 깃들게 된다. 이 일로 항아는 소단과 떨어져 연장마을에서 거주하게 된다. 혼자서 살아가는 시간에 외로움을 느끼게 되고, 그 결과가 나비라는 존재를 만들어 낸다. 후에 위기에 처한 비령을 구하기 위해 힘이 필요하다고 느낀 순간,항아의 체내에 잠재되어 있던 황룡의 힘이 각성하게 된다. 황룡의 힘이 영향인지 본래 소극적이던 성격이 거의 180도로 바뀌었으며 비령에게도 막 들이대는 등 항아 답지 않은 행동을 한다. 이후 비령에게 들이대지 말라는 가예의 경고에도 누굴 좋아하든 자기 마음이라고 반박하기도.
그리고 다크 항아로 각성.
나비가 자신의 마음을 약하게 하는 존재로 판단. 나비를 죽이고 만다. 이후 다시 찾아간 태자의 성에서 완전히 자아를 잃었다. 사방신을 원킬하여 피를 흘리게 하고(원킬의 정석 By블랙항아. 정작 현무인 원각은 가만히 있었다.)
황룡에게 자신이 소망을 이루어 주겠다며 황룡의 신체를 불태워버린다. 이후 소하의 언동에 반박하며(덤으로 작화도 호러였지) 사방신은 이미 황룡에게 버림받았다고 반박해서 소하를 멘탈붕괴시켰다.
그 후 처음부터 없었다면 이런 외로움 느끼지도 않았다며 본격적으로 폭주. 무려 태자를 죽여버린다.이대로 그냥 다 원킬인가 싶었는데 소단의 설득과 나비의 아름다운(....)격려로 자신 스스로 모두를 위해 강해지겠다고 다짐하며 자신을 되찾는데 성공한다. 이후 끝부분에서 어른이 된듯한 모습이 나오는데, 단이와는 옛날만큼 사이가좋아진듯. 서로 5년전의 어색함은 털어놓은듯 하다. 서로 커플귀걸이를 하기도.
나비(娜秘)
나이 불명. 고양이과로 추측되는 소년으로 항아의 유일한 가족. 약과를 매우 좋아하며 가는 곳마다 일을 몰고 다니는 말썽꾼. 항아의 외로움이 만들어낸 존재이다. 4권쯤 가서 가예와 맞먹는 대식가 설정이 있다는 게 밝혀졌다. 언제 한번은 가예에게 까불다가 엄청난 힘에(....) 내동댕이 쳐지기도 했다. 소하가 항아를 데려가려했지만 항아를 울리는 건 누구라도 용서못한다며 무려 백호인 소하의 결계를 뚫어버렸다. 그뒤 소하를 절벽으로 떨어 뜨린다.자기도 같이 떨어졌다. 그 뒤 소하에게 잡혀와서 그들이 족자를 노리는 배후라는 걸 알아챈다. 이후 구출된다. 외로움에 가득찬 항아를 위해 오직 최후까지 항아만을 위하여 존재해야 했으나, 그것을 두려워 한 다크항아에 의하여 결국 사망. 항아가 나중에 자아를 되찾는데 큰 힘이 되어준다.
벽소단(碧昭緞)
19세. 동부의 벽가 소군주. 활기차고 낙천적인 성격을 가지고 있는 팔방미인. 동부를 다스리는 동군 벽소강의 막내동생이자 나라에서도 알아주는 왈가닥 소녀. 여자이지만 겉모습이 남자같아서 여자로 보는 사람은 거의 없는듯. 환이 유일하게 소단이 여자라는걸 한번에 알아챘다. 항아의 소꿉친구이지만, 현재는 5년전 일로 인해 서로 어색한 관계이다. 현재 중부 북쪽에 위치한 성(사실 태자가 요양중인 성)에 잡혀있다. 항아와 마찬가지로 황룡의 힘이 몸에 깃든 제물. 환과 함께 5년전 사건이 일어난 장소로 온 뒤, 자신 스스로 자신에 몸에 황룡이 깃들어 있다는 것을 깨닫게 된다. 여담으로 백호가 쳐놓은 결계를 그냥 통과할 수 있었던 것도 황룡의 힘이 그걸 막아주기 때문인듯. 잡혀온 나비가 조금은 족자를 넘겨준 것에 대한 책임을 가져보라고 하는데, 소단이 항아에게 준 건 청룡족자가 아니라 빈 족자. 아마 여기에 항아가 고양이를 그렸고 그게 나비가 된 것. 나비와 함께 항아를 만나지만 씁쓸한 웃음만을 짓고 나비를 항아가 타고 있는 불새로 슈우웅 던졌다(!!). 후에 항아가 나비를 죽였다는 사실을 알고 안타까워 한다. 아마 소단은 나비의 존재의의를 일찍 눈치챈듯 하다. 자아를 잃은 항아를 스스로 막아서며 널 멈춰있게 만든건 나였구나.라고 말하거나 누가 죽어줄 것 같아?!라고 하며 항아를 설득해 원래대로 돌려놓는데 성공한다. 사실상 항아를 멈춰있게 만든건 단이이고, 폭주도 아마 가장 큰 원인이 단이인듯 하다. 후반부에는 머리를 기르고 여성스러워진 모습이 눈에 보이지만 류천을 쥐잡듯 때리는걸 보니 성격은 옛날 그대로인듯. 항아와는 예전처럼 사이가 다시 좋아진 것으로 보인다.
비령(毘領)
300세 전후. 동부의 수호신 청룡. 나무와 바람을 다스리며, 상징하는 계절은 봄. 시종일관 무뚝뚝한 표정으로 희노애락의 감정표현이 드물다. 하지만 냉정하다기 보다는 무뚝뚝할 뿐이며, 의외로 다정하고 속이 깊다. 족자에 봉인되어 항아의 집 창고에 방치되어 있었으나, 황룡의 힘을 느끼고 봉인에서 풀려난다. 본래 항아를 그냥 황룡의 힘을 담고있는 제물로서 지켜줘야 할 존재 정도로 생각하고 있는듯 했지만 3권에서 항아가 자신을 아끼며 간호해준 시점부터 아마 연민의 감정을 이쪽도 품게된듯. 3권부터 표정이 상당히 다양해짐을 보여주었다.예를 들어 항아를 빨리 구하러 가야한다는 마음이 담긴 표정이라던가(..) 항아에게 머릴 쓰다듬어 주면서 웃어준다던가. 5권에서는 류천에게 철저히 밀린다. 밀릴 수 밖에 없는게 우선 류천은 비령보다 먼저 풀려나서 힘을 다 되찾은 상태이고(5년전 항아와 단의 그 사건때 두 사람의 방해로 황룡의 부활은 실패했고 원래 이때 목인 비령이 먼저 깨어나야 했다. 하지만 실패했기 때문에 토의 다음속성인 금인 백호가 먼저 깨어났다.) 동부가 아니라 힘을 제대로 발휘하지 못하는 것. 그래서 류천에게 어깨를 찔렸다. 거의 실신상태였으나 항아가 위기에 처하는 것을 보고 바람으로 류천을 견제하고 그 상태로 다시 결투. 이후 항아가 황룡의 힘을 일부 각성하여 위기에서 벗어난다. 이때 비령이 손을 잡으며 항아에게 잘했어.하고 웃어주었다!! 그리고 항아가 비령을 끌어안았다.(뭐?) 비령 얼굴에 홍조가 띄워지는걸로 봐서 좋아하는거 맞는것 같다. 어떻게 아냐면 항아가 들이대도 싫은티를 안내고 웃어주었으며 가예가 안아도 홍조 그런거 없다. 또 여담으로 본래 백호중 한명인 류천과는 둘도 없는 친구였다. 하지만 200년전 황룡이 자아를 잃고 폭주하는 바람에 환수계가 무녀져가고, 비령은 황룡에게 자신을 흙으로 돌려보내달라는 부탁을 받는다. 하지만 류천이 그 모습을 딱 보게 되고, 비령은 류천을 막기위해 일부러 류천의 오른쪽 눈을 찌른다. 사정을 설명하고 같이 도울 수도 있었지만 황룡을 시해하는데 성공하든 실패하는 배신자라는 결과는 똑같기 때문에 일부러 류천이 배신자로 동급 취급 받지 않도록 일부러 한 행위라는것. 하지만 류천은 황룡의 부탁을 알지 못했기에 오해를 하게 되고, 결국 둘의 사이가 갈라질 수 밖에 없었던것. 그래도 옥새롬 작가님의 후기에서는 둘이 화해했다고 한다. 후편에서는 환수계에서는 항아가 준 복주머니를 풀어보는데, 그걸보고 흐뭇한듯이 1번 더 웃는다.(복주머니 내용물이 뭔지는 설명하지 않겠다. 하지만 이 녀석이 작중에서 웃은 횟수중 1번 빼고 다 항아에게 웃었다.) 사용무기는 양손검. 속성공격은 나무보다 주로 바람을 더 많이 사용하는 듯.
가예(苛銳)
300세 전후. 남부의 수호신 주작. 불을 다스리며, 상징하는 계절은 여름. 애완용으로 7마리의 아기새(링링 1호~7호)가 있다. 말그대로 불과 같은 성격으로, 엄청난 대식가. 어릴 때부터 일편단심 비령을 좋아하고 있다.
봉인해제 당시 항아가 비령의 옆에 있는게 상당히 마음에 안들었는지 항아를 별로 마음에 들어하지는 않는다. 하지만 싫어하지도 않는듯. 힘이 매우 무식하도록 세다. 어느정도냐면 나비를 번쩍들어 말그대로 내동댕이 쳤고, 책상을 주먹한방으로 날려서 벽에 박히게 하는등 힘으로만 따지자면 본인 입으로 말했던 사방신 최강이라는 말이 어찌어찌 맞는 말이 된다. 옥작가님도 블로그에서 힘으로만 따지자면 가예가 사방신중 가장 쎄다고 언급하신바 있다. 항아가 비령이 자신을 속였다는 것을 알게 되자 항아에게 고양이는 살아있다며 가족이면 찾으러 가는 거라고 항아를 격려했다. 오오 주작님 오오. 또 비령에게 너무 솔직하지 못해서 탈이라고 좀 솔직히 사과하라는듯 충고하기도. 소하와 전투를 벌일땐 처절하게 밀렸다. 본래 사방신의 능력은 비령보다 조금 떨어지는데다가 비령보다 늦게 풀려났으니 말 다했다. 하지만 성의 입구 틈새로 들어온 무영을 설득해 협공한다. 결국 소하가 밀린틈을 타 무영과 함께 탈출. 비령과 항아를 태우고 나비를 태우고 탈출한다. 6권에서는 소단과 항아를 이용했다며 화를 내는 벽가의 사람들에게 "이래서 인간은 싫다니까."라고 반박하며 "누군가가 희생당하면 또 다른 누군가는 슬퍼하지. 그건 당연한거야. 타인과 관계를 맺지 않고 살아가는 인간은 없으니까. 하지만 개개인의 사정에 모두 자비롭다면 그건 희생이라고 부르지 않아. 그 잔혹함을 견뎌야 얻을 수 있는 것도 있어."라고 반박. 가예 최고의 명대사다. 여담으로 항아가 비령에게 들이대는 걸 보고 질투하면서 비령에게 작작들이대라고 경고하기도 했다. 여담으로 소하를 상당히 싫어하는듯 한데, 이것의 가장 큰 이유는 어릴적 에피소드를 보면 알 수 있다. 참고로 자신을 부르는 호칭은 나가 아니라 이몸. 겉보기에는 상당히 무식해 보이지만 과학과 지식을 주관하는 신이 주작이라 상당히 유식한듯. 하지만 생김새가 앳된대다가 키도 작아서 그렇게 유식해 보이지는 않는다. 상당히 어릴 때 주작의 직위를 계승하여 신체 성장이 더딘 탓에, 주위에서 땅꼬마 취급을 간혹 받고 있다. 후반부에서는 환수계를 시끌벅적하게 휘젓고 다니는 듯. 사용무기는 언월도. 속성공격은 불이나 많이 사용하지는 않는다.
소하(玿赮)
300세 전후. 서부의 수호신 백호. 쇠를 다스리며, 상징하는 계절은 가을. 류천의 쌍둥이 누나로, 사방신이 봉인된 족자를 손에 넣으려고 한다. 단아한 외모와 얼음같은 미소가 매력적.누구에게나 존댓말을 사용한다. 신답게 우아하고 아랫사람을 하대하는 듯한 말투와 위압감 넘치는 면모도 보여 주었다. 오오 여신님 오오. 기본적으로 차분하고 침착한 모습만을 보여주었으나 7권에서 항아의 험담에 상당히 멘탈이 붕괴되는 모습을 보여주었다. 이는 황룡에 대한 애증과 집착으로 인한 소하의 약함이라고도 할 수 있다. 유독 사방신 중 황룡에 대한 애정과 집착이 강하다. 소하는 유년기부터 매우 유식하고 아는 것이 많아서인지 상대를 기본적으로 깔보는듯한 태도도 숨길 수는 없는듯하다. 겉으로는 단아하지만 내면에는 아픔과 날카로움을 숨기고 있다. 후반부에서는 비령과 함께 환수계의 수장으로 활동하는 모습을 보여주었다. 사용무기는 300여 종이 넘는 부적. 속성공격은 주로 방어용으로 사용한다.
류천(流穿)
300세 전후. 서부의 수호신 백호. 쇠를 다스리며, 상징하는 계절은 가을. 소단을 잡아온 2인조 중 한 사람. 소하의 쌍둥이 동생이다. 상당히 유쾌하면서도 까칠한 성격. 누나인 소하와는 다르게 호불호가 매우 확실한 성격이며 뜨거운듯 차가운 면이 있다. 요즘은 소단 때문에 상당히 혈압올라하며 고생하는듯 하다. 소단을 좋아하게 돼서인지 환이 소단과 함께 있을 때 은근 질투를 좀 하는듯 하다. 명색이 백호신인데 소단이 잡고 흔드는 모습을 보여줘서 백호신 같지가 않다. 청룡 비령과는 오래된 친구이다. 하지만 비령을 배신자로 여기며 미워하는데, 이는 200년전 환수계에서 터진 사건때문.(비령항목 참조) 류천이 오른쪽눈을 가리고 있는 것도 그 날 벌어진 사건으로 인해 입은 상처이다. 사용무기는 사슬낫. 속성공격은 소하와 마찬가지로 주로 방어용으로 사용하며 체술과 무기를 더 많이 사용한다.
환(環)
소단이 성에서 만난 남자. 소단이 여자라는 것을 한 눈에 알아본 유일한 인물이다. 주로 성 안 깊숙한 곳에 위치한 비원에서 머문다. 하루 종일 책을 읽거나 연못을 바라보며 시간 보내는 것을 즐긴다. 사실은 이 사람 태자다. 어렸을 때부터 폐가 좋지않아서 성에서 요양중인것. 황룡을 손에 넣어서 지배하겠다는 욕심과 야욕을 품고있었지만, 다크항아에 의해 사망. 애초에 다크항아가 아니더라도 20세까지도 못버틴다고 의원이 말했다. 원래 환은 왕실의 꼭두각시같은 존재였기 때문에 죽어도 그냥 요절 정도로 친듯하다. 소단을 이용했던것과 별개로 연민의 감정을 품고있었던건 어느 정도 사실이라 판단. 소단의 옆에서 최후를 맞는다.
무영(無影)
전국을 떠돌며 진기한 물건을 사고 파는 무역상인.좌우명은개처럼 벌어 정승처럼 쓰자 그래서 돈이 되는 일이라면 일단 뛰어들고 보는 행동파. 특기는 구렁이 담 넘듯 빠져 나가기. 현란한 말솜씨로 곤란한 상황을 요리조리 잘도 피해 간다. 장사꾼이면서도 주 고객층인 귀족들에 대해 좋지 않은 감정을 가지고 있다. 항아의 옆을 모르게 떠돌며 수상한 인물로 제시되었으나 사실은 벽가에서 소단을 찾기위해 고용한 동방 부적술사. 벽가에서 덤으로 항아의 신변 보호 요청도 했기에 항아 본인인줄 처음부터 알면서 그랬던것. 정작본인은 벽가 일원들에게 이미 든든한 경호원이 3명이나 있다면서(1명은 애완동물이고 2명은 신인데 그게 경호원이 되겠니) 핑계를 댔다. 사실 소단이 잡힌 성에 잠입할때도 구출보다 값비싼 물건 건지기에 넋이 나간듯 장사꾼의 정신은 속일 수없나보다.

## 세계관
- 화도국(和道國): 대지가 꽃을 닮은 모양을 하고 있다 하여 花道國이라고 쓰기도한다. 중앙 집권 체제 국가. 국화는 모란이다.

중황：(천자) 황제.수도는 융서(隆瑞) 자하궁(紫霞宮)으로 수호신은 황룡(土)이다.
동부：동군. 수도는 용원(龍原)으로 수호신은 청룡(木)이다.
서주：서희. 수도는 백담(百錟)으로 수호신은 백호(金)이다.
남한：남주. 수도는 화양(華陽)으로 수호신은 주작(火)이다.
북위：북제. 수도는 연수(衍洙)로 수호신은 현무(水)이다.

## 서적
1. 세계가 움직이는 소리 ISBN9788953282919 2007년 12월 22일 발행
2. 남풍, 순백의 가시나무 숲 ISBN9788953286184 2008년 5월 28일 발행
3. 그것은 피어나는 불꽃과 함께 ISBN9788953288935 2008년 10월 24일 발행
4. 눈가에 스며드는 빛의 조각이 되어 ISBN9788926305881 2009년 3월 27일 발행
5. 교차, 가속 2009년 8월 28일 발행
6. 닿지 않는 시선, 어긋나는 마음
7. 소년이 나에게 준 세계(완결)